# Plassenburg

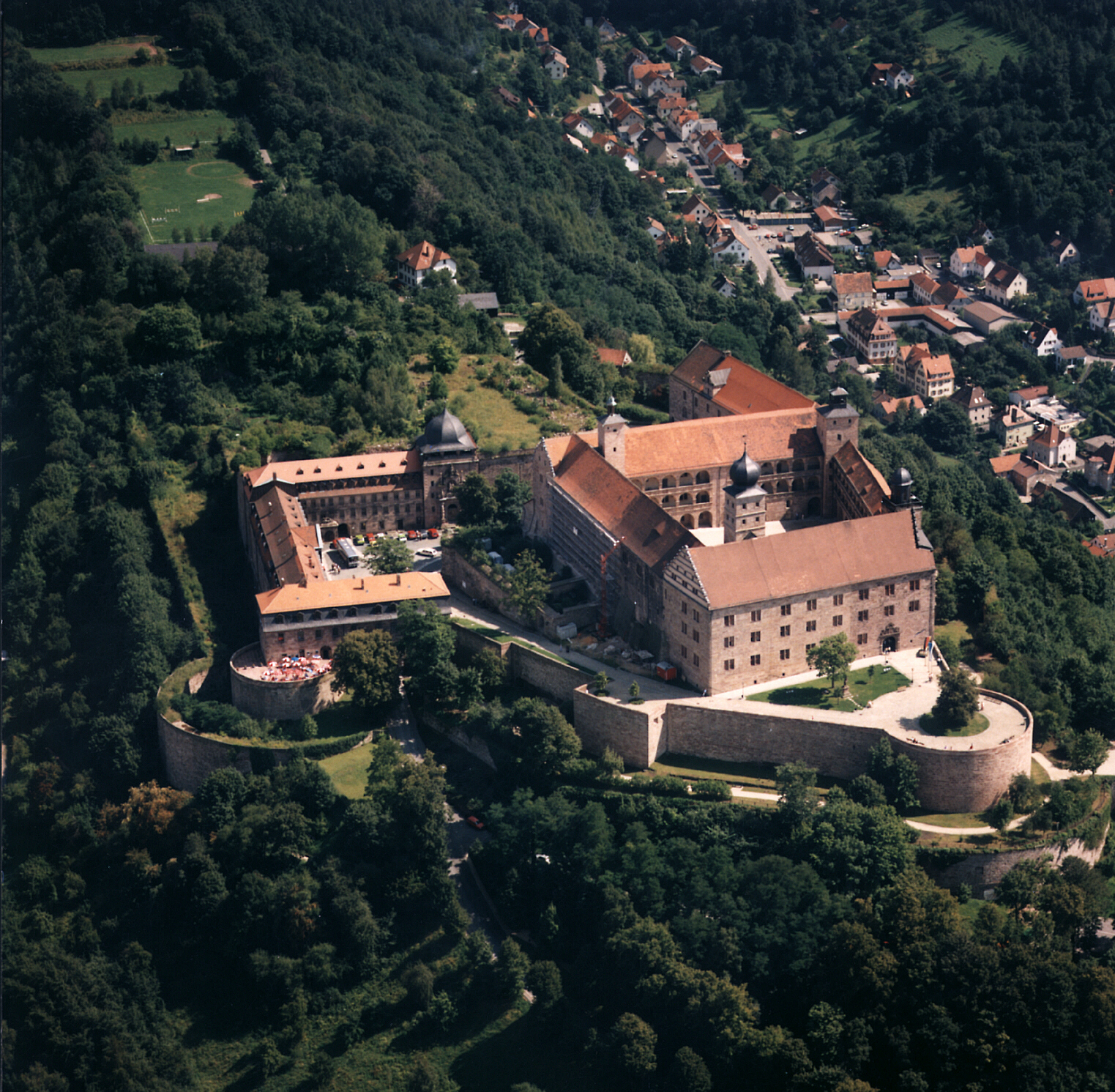
Flygfoto över Plassenburg.

Plassenburg är en fästning i staden Kulmbach i Bayern, Tyskland, uppförd omkring en medeltida borg.

## Historia
Borgen omnämns första gången under  greve Berthold II av Andechs regering år 1135, då denne kallade sig greve av "Plassenberch". Omkring 1340 kom borgen i huset Hohenzollerns ägo under borggrevarna av Nürnberg. Borgen blev under 1400-talet säte för markgrevarna av Brandenburg-Kulmbach. Markgrevarna av huset Hohenzollern använde under denna period även borgen som fängelse; 1493 fängslades markgrevinnan Barbara av Brandenburg på slottet. Markgreve Kasimir av Brandenburg-Kulmbach lät också 1515 fängsla sin far, markgreve Fredrik av Brandenburg-Ansbach-Kulmbach, på slottet i tolv år. 
Under Georg av Brandenburg-Ansbach byggdes borgen ut till en renässansfästning under 1530-talet. Hans brorson Albrekt Alcibiades av Brandenburg-Kulmbach lät fortsätta bygga ut slottet till en ren fästning och flyttade sitt residens till Bayreuth 1542. Plassenburg motstod belägring i sju månader under andra markgrevekriget, men 21 juni 1554 kapitulerade fästningen och i oktober samma år påbörjades rivningen av fästningsverken.
Efter att Albrekt Alcibiades kusin Georg Fredrik I av Brandenburg-Ansbach efter kriget fått överta markgrevskapet Brandenburg-Kulmbach lät han åter bygga ut fästningen. Under ledning av arkitekten Caspar Vischer fick fästningen sitt huvudsakliga nuvarande utseende.
Fästningen belägrades av kejserliga trupper två gånger under trettioåriga kriget, 1632 av Wallenstein och 1634 av Lamboy, men intogs aldrig. Under andra halvan av 1600-talet avtog fästningens betydelse i takt med att fästningsverken blev omoderna. 1806 kapitulerade fästningen till den bayerska armén under fjärde koalitionskriget, och på Napoleons order revs stora delar av de yttre fästningsverken. 1810 blev fästningen del av kungariket Bayern och under återstoden av Napoleonkrigen tjänade fästningen som lasarett. Efter krigen blev fästningen fängelse i olika perioder fram till 1928 och fungerade som krigsfångläger under första världskriget. 
Under Nazityskland inrättades Reichsschule der Deutschen Technik i fästningen. Efter andra världskriget blev fästningen flyktingläger under flera år.

## Museer och kulturverksamhet
Plassenburg inhyser idag Deutsches Zinnfigurenmuseum, Tysklands största tennfigurmuseum, Staatliche Museen Plassenburg med Fredrik den stores armemuseum och det frankiska Hohenzollernmuseet, samt Obermains hembygdsmusem. Borggården används för kulturarrangemang.